# Al dente
Al dente (wł. na ząb; także synonim słowa niedogotowany) – sposób przyrządzania makaronu lub ryżu (np. przy risotto), faza all'onda.
Tak przyrządzony makaron powinien być jędrny, lekko twardy i stawiać lekki opór zębom. Zależnie od typu i grubości makaronu, czas gotowania wynosi od 4 do 8 minut. W stosunku do innych potraw może oznaczać na półtwardo. 